# Hypodoxa bryophylla
Hypodoxa bryophylla là một loài bướm đêm trong họ Geometridae.